# Кабырга (Костанайская область)
Кабырга (каз. Қабырға) — село в Амангельдинском районе Костанайской области Казахстана. Административный центр Кабыргинского сельского округа. Находится примерно в 40 км к юго-западу от села Амангельды. Код КАТО — 393453100.

## Население
В 1999 году население села составляло 477 человек (228 мужчин и 249 женщин). По данным переписи 2009 года, в селе проживало 230 человек (115 мужчин и 115 женщин).